# Cristino Mallo
Cristino Gómez González, conocido artísticamente como Cristino Mallo (Tuy, 23 de agosto de 1905-Madrid, 11 de enero de 1989) fue un escultor español.

## Biografía
Pertenecía a una familia de artistas muy importantes en la vanguardia artística española: su hermana mayor fue la pintora Maruja Mallo, aunque su carácter era mucho más discreto, tímido e intimista que el de ella. Ambos hermanos utilizaron el segundo apellido de su padre (Justo Gómez Mallo).

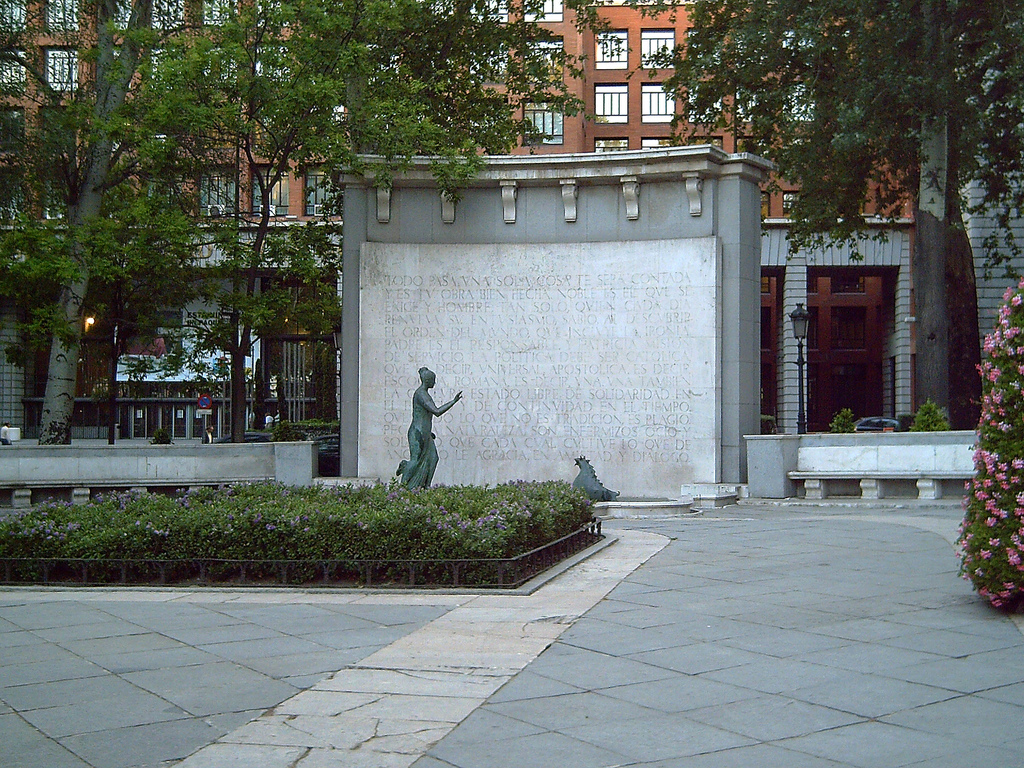
Monumento a Eugenio D'Ors, en Madrid (frente al Museo del Prado).

Desde 1923 estudió en la Academia de Bellas Artes de San Fernando, con José Capuz y Mateo Inurria. Acude, con su hermana, que también estudiaba en la Academia, a las tertulias del Café Granja El Henar, donde entra en contacto con Alberti, García Lorca y Valle Inclán. En 1931 estuvo entre los firmantes del manifiesto de la Agrupación Gremial de Artistas Plásticos (-AGAP-). En 1933 ganó el Premio Nacional de Escultura (Desnudo con pez). En 1935 obtuvo plaza de profesor en la Escuela de Artes y Oficios de Salamanca. Durante los años de la dictadura de Primo de Rivera y la Segunda República frecuentó las tertulias artísticas y colaboró con prestigiosos intelectuales de todos los ámbitos, realizando maquetas para los arquitectos Luis Lacasa Navarro, Manuel Sánchez Arcas y Agustín Aguirre (generación del 25) y figurines para la obra de Federico García Lorca Títeres de cachiporra (por encargo de María Teresa León).
Durante la guerra civil española (1936-1939) se implicó en el bando republicano, participando en la Alianza de Intelectuales Antifascistas, para la que realiza carteles, y en la revista El Mono Azul.
Terminada la guerra, mientras su hermana salía al exilio, él permaneció en España en lo que se ha denominado exilio interior, incluyendo una estancia en la cárcel. Se relacionó con los artistas que renovaron la estética de la posguerra (la denominada Escuela de Madrid). Compartió su estudio de la calle Verónica 13 de Madrid con el pintor Francisco Arias Álvarez . Frecuentaba la tertulia del Café Gijón y llega a alcanzar éxito en el ambiente artístico, participando en el quinto Salón de los Once (1947) y exponiendo en la galería Theo.
Entre otros premios y distinciones, en 1954 volvió a obtener el Premio Nacional de Escultura (Muchacha caminando), en 1973 fue elegido Académico de la Real Academia de Bellas Artes de San Fernando, y en 1983 se le otorgó la Medalla de Oro de las Bellas Artes.

Estilísticamente se le relaciona con el mediterraneísmo (influencia de Aristide Maillol, Manolo Hugué y las teorías estéticas de Eugenio D'Ors) y de escultores italianos (Marino Marini, Giacomo Manzù), aunque incorporando algunas de las innovaciones formales de la escultura abstracta.

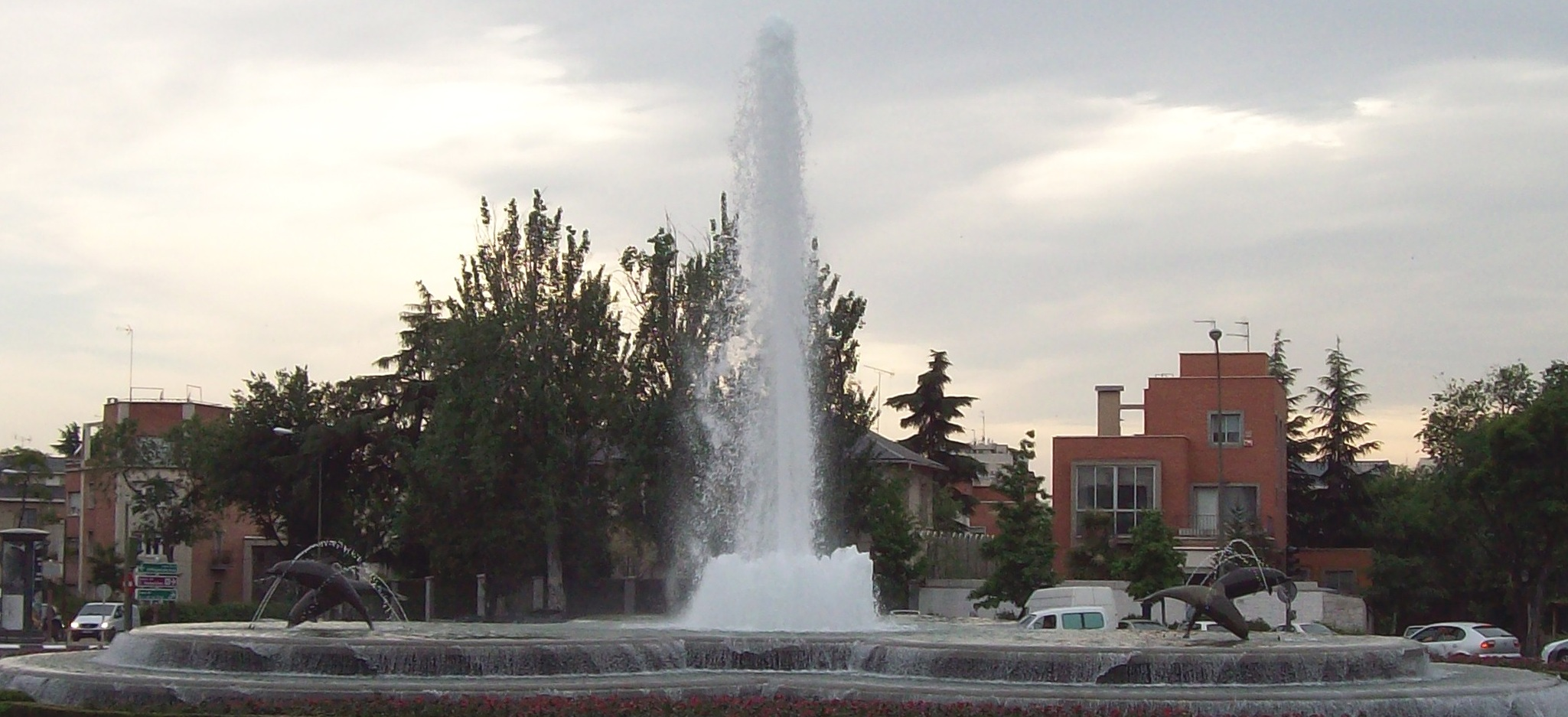
Fuente de los delfines, en Madrid (Plaza de la República Argentina).

Su obra se realizó de forma predominante en formatos reducidos; aunque también realizó escultura de grandes dimensiones para monumentos urbanos (como el Monumento a Eugenio D'Ors o la Fuente de los Delfines, ambos en Madrid).
Tras su muerte, su familia depositó gran parte de su legado en la Fundación Eduardo Capa.